# Hossein Ghods Nakhaï
Hossein Ghods-Nakhaï (né en 1911 à Sanur et mort le 30 décembre 1977 à Téhéran, est un poète et diplomate iranien.

## Biographie
Il a été ambassadeur à Bagdad puis à Londres, avant d'exercer les fonctions de ministre des Affaires étrangères de 1961 à 1963. Il devient ensuite ministre de la Cour, un poste qu'il quitte pour devenir ambassadeur auprès du Saint-Siège (Vatican). Dans sa jeunesse, il publiait un magazine littéraire portant le nom de Ghods. Comme tout le monde l'appelait Monsieur Ghods, il ajouta Ghods à son nom de famille. Il fut le président de la commission qui négocia avec l'URSS le retour en Iran de l'or déposé auprès du gouvernement du tsar.
Entre 1962 et 1963, il est également ambassadeur d'Iran aux États-Unis.